# Zmarli w lutym 2023

## Luty 2023
- 28 lutego
  - Doina Botez – rumuńska artystka[1]
  - Michael Botticelli – amerykański łyżwiarz figurowy, olimpijczyk (1984)[2]
  - Tamaz Kurashvili – gruziński kontrabasista i kompozytor jazzowy[3]
  - Pelayo Novo – hiszpański piłkarz[4]
  - Józef Surowiec – polski działacz partyjny i państwowy, wicewojewoda olsztyński (1985–1990)[5]
  - Jacek Szade – polski fizyk, prof. dr. hab.[6][7]
  - Indrek Toome – radziecki (estoński) polityk i przedsiębiorca, premier Estońskiej Socjalistycznej Republiki Radzieckiej (1988–1990)[8]
  - Grant Turner – nowozelandzki piłkarz[9]
  - Zenon Waszczyszyn – polski profesor nauk technicznych, inżynier budownictwa lądowego[10]
  - Jay Weston – amerykański producent filmowy[11]
- 27 lutego
  - Florin Beciu – rumuński aktor[12]
  - Ricou Browning – amerykański aktor i reżyser[13]
  - Ewa Iwaszkiewicz – polska okulistka, dr hab.[14]
  - Jerzy Lasota – polski lekarz, przewodniczący Rady Miasta Suwałki (1990–1991)[15]
  - Gérard Latortue – haitański prawnik, polityk, minister spraw zagranicznych (1988), premier Haiti (2004–2006)[16]
  - Burny Mattinson – amerykański animator, reżyser, producent i storyboardzista[17]
- 26 lutego
  - Betty Boothroyd – brytyjska polityk, spiker Izby Gmin (1992–2000)[18]
  - Kazimierz Friedel – polski inżynier elektronik, prof. dr hab.[19]
  - Alberto Mario González – argentyński piłkarz[20]
  - Mário Lukunde – angolski duchowny rzymskokatolicki, biskup Menongue (2005–2018)[21]
  - David Lumsden – brytyjski pedagog muzyczny, dyrygent chóru, organista i klawesynista[22]
  - Curzio Maltese – włoski dziennikarz, publicysta, polityk, eurodeputowany (2014–2019)[23]
  - Jerzy Morawski – polski muzykolog, profesor nauk humanistycznych[24]
  - Monrad Mosberg – norweski marynarz, członek załogi KNM „Svenner” w trakcie operacji Overlord, kawaler orderów[25]
  - Valeria Ogăşanu – rumuńska aktorka[26]
  - Elżbieta Olinkiewicz – polska autorka książek[27]
  - Francisco Osorto – salwadorski piłkarz[28]
  - Gleb Pawłowski(inne języki) – rosyjski politolog[29]
  - Bob Richards – amerykański lekkoatleta, tyczkarz, mistrz olimpijski (1952, 1956)[30]
  - Józef Stuchliński – polski epistemolog, profesor doktor hab. nauk filozoficznych[31]
- 25 lutego
  - Victor Babiuc – rumuński prawnik i polityk, minister obrony (1996–2000)[32]
  - François Hadji-Lazaro – francuski aktor i muzyk[33]
  - Marian Jakubczak – polski działacz ruchu ludowego, polityk, poseł na Sejm PRL VII i VIII kadencji[34]
  - Anna Kołodziejczak – polska geograf, doktor habilitowana[35]
  - László Lukács – węgierski teolog i duchowny rzymskokatolicki, redaktor prasy katolickiej[36]
  - Andrzej Malinowski – polski antropolog, prof. dr hab.[37][38]
  - Sixto Parzinger – austriacki duchowny rzymskokatolicki, posługujący w Chile, wikariusz apostolski Araucanía (1978–2001) i Villarrica (2001–2009)[39]
  - Martin Pěnička – czeski piłkarz[40]
  - Gordon Pinsent – kanadyjski aktor, reżyser i piosenkarz[41]
  - Carl Saunders – amerykański trębacz jazzowy[42]
  - Mihai Șora – rumuński filozof i pisarz, minister edukacji (1989–1990)[43]
- 24 lutego
  - James Abourezk – amerykański polityk, demokrata[44]
  - Víctor Gómez Bergés – dominikański prawnik i polityk, minister spraw zagranicznych (1972–1975)[45]
  - Ed Fury – amerykański kulturysta, aktor i model[46]
  - Andrzej Gawdzik – polski chemik, prof. dr hab. inż.[47]
  - Marcin Gorzędowski – polski zawodnik w podnoszeniu ciężarów, dwukrotny rekordzista świata w wyciskaniu sztangi leżąc[48][49]
  - Juraj Jakubisko – słowacki reżyser, scenarzysta i operator filmowy[50]
  - Władysław Jastalski – polski działacz harcerski, Honorowy Obywatel Iłży[51]
  - Walter Mirisch – amerykański producent filmowy[52]
  - Jeorjos Romeos – grecki polityk i dziennikarz, eurodeputowany II i III kadencji, minister porządku publicznego (1996–1998)[53]
- 23 lutego
  - Slim Borgudd – szwedzki kierowca wyścigowy[54]
  - François Couchepin – szwajcarski polityk, kanclerz federalny (1991–1999)[55]
  - Tony Earl – amerykański polityk, gubernator stanu Wisconsin[56]
  - Andrzej Kozak – polski aktor[57]
  - Thomas H. Lee – amerykański finansista, inwestor i filantrop[58][59]
  - Adam Lisewski – polski florecista i działacz sportowy, brązowy medalista olimpijski z Meksyku[60]
  - John Motson – angielski komentator piłkarski[61]
  - Gerd Peters – niemiecki oficer marynarki, pisarz i dziennikarz[62]
  - Jan Schmidt – polski piłkarz[63]
  - Allen Steck – amerykański wspinacz, alpinista, autor wielu ważnych przejść w Ameryce Północnej[64][65]
- 22 lutego
  - Pascual Babiloni – hiszpański piłkarz[66]
  - Guremu Demboba – etiopski kolarz szosowy[67]
  - Tamás Dunai – węgierski aktor[68]
  - Enver Isufi – albański pisarz i satyryk[69]
  - Ryszard Kinalski – polski neurofizjolog, prof. dr hab.[70]
  - Ahmad Kuraj – palestyński polityk, przewodniczący Parlamentu Autonomii Palestyńskiej (1996–2003), premier Autonomii Palestyńskiej (2003–2006)[71]
  - Krystyna Marzec-Holka – polski pedagog, prof. dr hab.[72]
  - Wiaczesław Rowniejko – rosyjski oligarcha, szpieg KGB w okresie ZSRR[73]
  - Subi Suresh – indyjska aktorka[74]
- 21 lutego
  - Amancio Amaro – hiszpański piłkarz i działacz sportowy[75]
  - Jamie Cail – amerykańska pływaczka[76]
  - Mimika Luca – albańska aktorka[77]
  - Ołeh Mudrak – ukraiński dowódca wojskowy w stopniu majora, dowódca 1. batalionu pułku „Azow” w trakcie obrony Mariupola oraz zakładów Azowstal w 2022[78][79]
  - Veljko Nikolić – jugosłowiański muzyk jazzowy[80]
  - Mieczysław Rutowicz – polski działacz opozycji w okresie PRL, kawaler orderów[81]
  - Simone Segouin – francuska bojowniczka ruchu oporu w trakcie II wojny światowej[82]
  - Marian Skubacz – polski zapaśnik, olimpijczyk i wicemistrz świata[83]
  - Ryszard Śnieżko – polski samorządowiec, działacz opozycji antykomunistycznej w PRL[84]
  - Nadja Tiller – austriacka aktorka[85]
- 20 lutego
  - Bruce Barthol – amerykański basista, członek zespołu Country Joe and the Fish[86]
  - Bela Bose – indyjska aktorka i tancerka[87]
  - Şener Eruygur – turecki generał[88]
  - Stanisław Grygiel – polski filozof i historyk[89]
  - Jerzy Krechowicz – polski malarz, grafik, scenograf teatralny[90]
  - Miklós Lendvai – węgierski piłkarz[91]
  - Krystyna Majorkowska-Knap – polska specjalistka z zakresu mechaniki ciał odkształcalnych oraz mechaniki konstrukcji, dr hab. inż.[92]
  - Ramiz Novruz – azerski aktor[93]
  - Kazimierz Zarzycki – polski botanik, prof. dr hab.[94]
- 19 lutego
  - Richard Belzer – amerykański aktor i komik[95]
  - Dickie Davies – brytyjski prezenter sportowy[96]
  - Greg Foster – amerykański lekkoatleta, płotkarz[97]
  - Bronisława Kulka – polski pedagog, dr hab.[98]
  - Marek Małecki – polski zawodnik i trener jeździectwa, olimpijczyk (1972)[99][100]
  - Jansen Panettiere – amerykański aktor[101]
  - Daniel Roche – francuski historyk[102]
  - Henryka Roszkowska – polska łączniczka konspiracji niepodległościowej w czasie II wojny światowej, dama orderów[103][104]
  - Waldemar Sontowski – polski działacz na rzecz krwiodawstwa, kawaler orderów[105]
  - Krzysztof Wasilewski – polski nauczyciel i działacz harcerski, Honorowy Obywatel Miasta Sochaczew[106]
  - Stanisław Wiktor – polski pracownik instytucji państwowych i samorządu Warszawy, kawaler orderów[107][108]
- 18 lutego
  - Barbara Bosson – amerykańska aktorka[109]
  - Ilario Castagner – włoski piłkarz i trener[110]
  - Witold Cęckiewicz – polski architekt i urbanista[111]
  - David O’Connell – amerykański duchowny rzymskokatolicki, biskup pomocniczy Los Angeles (2015–2023)[112]
  - Ahmet Suat Özyazıcı – turecki piłkarz i trener[113]
  - Taraka Ratna – indyjski aktor[114]
  - Tom Whitlock – amerykański muzyk i autor tekstów[115]
  - Miron Zajfert – polski animator życia muzycznego, reżyser i scenarzysta[116]
  - Petyr Żekow – bułgarski piłkarz, reprezentant kraju[117]
- 17 lutego
  - Rebecca Blank – amerykańska polityk, sekretarz handlu Stanów Zjednoczonych (2011, 2012–2013)[118]
  - Krzysztof Chwalibóg – polski architekt[119]
  - Jan Dąbrowski – polski archeolog, prof. dr hab.[120]
  - Michaël Denard – francuski tancerz i aktor[121]
  - Gerald Fried – amerykański kompozytor muzyki do seriali telewizyjnych[122]
  - André Le Goupil – francuski jeździec, olimpijczyk[123]
  - Ángela Gurría – meksykańska rzeźbiarka[124]
  - Jacek Gzella – polski historyk[125]
  - Kyle Jacobs – amerykański wokalista, gitarzysta i autor tekstów piosenek z kręgu muzyki country[126]
  - Dušan Milenković – serbski piłkarz[127]
  - George T. Miller – australijski reżyser filmowy[128]
  - Hans Poulsen – australijski piosenkarz, pochodzenia duńskiego[129]
  - Maurizio Scaparro – włoski reżyser[130]
  - Stella Stevens – amerykańska aktorka[131]
- 16 lutego
  - Tulsidas Balaram – indyjski piłkarz, reprezentant kraju[132]
  - Michel Deville – francuski reżyser filmowy[133]
  - Jakub Dürr – czeski dyplomata, politolog, wiceminister spraw zagranicznych Czech (2016−2018), ambasador Republiki Czeskiej w RP (2021-2023)[134]
  - Gunnar Heinsohn – niemiecki socjolog, ekonomista, demograf, pisarz, publicysta[135]
  - Chuck Jackson – amerykański piosenkarz R&B (ur. 1937)[136]
  - Tim Lobinger – niemiecki lekkoatleta, tyczkarz[137]
  - Marian Łyczkowski – polski architekt, działacz kombatancki, żołnierz AK[138]
  - Marilú – meksykańska aktorka i piosenkarka[139]
  - Tony Marshall – niemiecki piosenkarz[140]
  - Majk Moti – niemiecki gitarzysta, członek zespołu Running Wild[141]
  - Despina Nikolaidu – grecka aktorka[142]
  - Mieczysław Rosół – polski żołnierz konspiracji niepodległościowej w czasie II wojny światowej, kawaler orderów[143]
  - Alberto Radius – włoski gitarzysta, piosenkarz, autor tekstów, aranżer i producent muzyczny[144]
  - Giorgio Ruffolo – włoski dziennikarz, publicysta, polityk, minister środowiska (1987–1992)[145]
  - Hieronim Rutkowski – polski księgowy, działacz związkowy, kawaler orderów[146][147]
  - Hank Skinner – amerykański morderca skazany na karę śmierci za zabójstwo trzech osób[148]
  - Antanas Terleckas – litewski działacz polityczny, dysydent i więzień polityczny okresu komunizmu[149]
- 15 lutego
  - Paul Berg – amerykański biochemik, laureat Nagrody Nobla (1980)[150]
  - Kevin Bird – angielski piłkarz[151]
  - Paul Jerrard – kanadyjski hokeista i trener[152]
  - Sławomir Łubiński – polski pisarz[153]
  - Giampiero Neri – włoski poeta[154]
  - Darío Penne – włoski aktor[155]
  - Grzegorz Skrzecz – polski bokser, medalista mistrzostw świata, aktor[156]
  - Józef Sowa – polski działacz kombatancki, prezes Stowarzyszenia Polaków Poszkodowanych przez III Rzeszę, kawaler orderów[157]
  - Marek Tarczyński – polski historyk wojskowości i działacz społeczny, redaktor naczelny „Wojskowego Przeglądu Historycznego”[158]
  - Raquel Welch – amerykańska aktorka[159]
  - Algimantas Žižiūnas – litewski fotografik[160]
- 14 lutego
  - Wiktor Aristow – ukraiński piłkarz[161]
  - Denis Baltsavia – grecka aktorka[162]
  - Friedrich Cerha – austriacki dyrygent i kompozytor[163]
  - Emila C. Gotschlicha – amerykański chemik, twórca pierwszej szczepionki meningokokowej[164]
  - Wim Kras – holenderski piłkarz[165]
  - Wilhelm Kurtz – polski duchowny rzymskokatolicki pracujący w Papui-Nowej Gwinei, arcybiskup Madangu (2001–2010)[166][167]
  - Christine Pritchard – brytyjska aktorka[168]
  - Vito Schlickmann – brazylijski duchowny rzymskokatolicki, biskup pomocniczy Florianópolis (1995–2004)[169]
- 13 lutego
  - Tim Aymar – amerykański wokalista, członek zespołu Control Denied[170]
  - Dragoljub Bakić – serbski architekt i urbanista[171]
  - Guido Basso – kanadyjski trębacz jazzowy, flugelhornista, aranżer i kompozytor[172]
  - Mikaela Fabricius-Bjerre – fińska zawodniczka w jeździectwie, olimpijka[173]
  - Pierre Garcia – francuski piłkarz i trener[174]
  - José María Gil-Robles – hiszpański prawnik, polityk, eurodeputowany, przewodniczący Parlamentu Europejskiego (1997–1999)[175]
  - Alain Goraguer – francuski pianista jazzowy i kompozytor[176]
  - Władimir Makarow – rosyjski generał[177]
  - Leiji Matsumoto – japoński twórca mang i serii anime[178]
  - Zia Mohyeddin – brytyjsko-pakistański aktor, dziennikarz telewizyjny[179]
  - Kéné Ndoye – senegalska lekkoatletka, specjalizująca się w skoku w dal oraz trójskoku[180]
  - Wiktor Rzeczycki – polski naukowiec, lekarz, biochemik, profesor nauk medycznych[181][182]
  - Nektarios Santorinios – grecki polityk, działacz partii Syriza, deputowany do parlamentu[183]
  - Huey Smith – amerykański pianista R&B[184]
  - Edward Strąk – polska saksofonista jazzowy, członek zespołu Vistula River Brass Band[185]
  - Jesse Treviño – amerykański malarz, pochodzenia meksykańskiego[186]
  - Dariusz Węcławski – polski poeta, eseista i animator kultury[187]
  - Spencer Wiggins – amerykański wokalista soul i gospel[188]
- 12 lutego
  - Wadim Abdraszytow – rosyjski reżyser i scenarzysta filmowy[189]
  - Lualhati Bautista – filipińska pisarka i działaczka społeczna[190]
  - David Jude Jolicoeur – amerykański raper[191]
  - Zdzisław Machoń – polski chemik i farmaceuta, prof. dr hab.[192]
  - Edward Skrzypczak – polski działacz partyjny, I sekretarz Komitetu Wojewódzkiego PZPR w Poznaniu (1981–1982)[193]
  - Zofia Sulgostowska – polski archeolog, dr hab.[194][195]
  - William Russell Todd – amerykański generał[196]
  - Suat Türker – turecki piłkarz[197]
- 11 lutego
  - Deniz Baykal – turecki prawnik, polityk, minister spraw zagranicznych (1995–1996)[198]
  - Odd Eriksen – norweski polityk, minister przemysłu i handlu (2005−2006)[199]
  - Tito Fernández – chilijski piosenkarz[200]
  - James Flynn – irlandzki producent filmowy[201]
  - Tadeusz Gajda – polski inżynier górnik i polityk, poseł na Sejm PRL VIII kadencji[202][203]
  - Robert Hébras – francuski członek ruchu oporu w trakcie II wojny światowej, jedna z nielicznych osób, które przeżyły masakrę w Oradour-sur-Glane[204]
  - Ivan Kováč – słowacki lekkoatleta, średniodystansowiec, dziennikarz sportowy[205]
  - Austin Majors – amerykański aktor[206]
  - Hans Modrow – niemiecki polityk, premier Niemieckiej Republiki Demokratycznej (1989–1990), eurodeputowany (1999–2004)[207]
  - Donald Spoto – amerykański biograf i teolog[208]
- 10 lutego
  - AKA – południowoafrykański raper[209]
  - Hugh Hudson – brytyjski reżyser, scenarzysta i producent filmowy[210]
  - Andrzej Makarewicz – polski dyplomata i prawnik[211]
  - Carlos Saura – hiszpański reżyser, scenarzysta i producent filmowy, pisarz[212]
  - Andrzej Skrzypek – polski historyk, prof. dr hab.[213]
  - Barbara Spudych – polska działaczka opozycji antykomunistycznej, więzień polityczny[214]
  - Jasmin Telalović – chorwacki aktor[215]
  - Siergiej Tierieszczenko – kazachski polityk, premier Kazachstanu (1991–1994)[216]
- 9 lutego
  - Marcos Alonso Peña – hiszpański piłkarz i trener[217]
  - Laura Anna Borowska – polska działaczka konspiracji w czasie II wojny światowej, dama orderów[218]
  - Olga Dalentza – grecka aktorka[219]
  - Jean-Maurice Dehousse – belgijski prawnik, polityk, eurodeputowany (1999–2004)[220]
  - Tony Faulkner – walijski rugbysta, reprezentant kraju[221]
  - Piero Montanari – włoski muzyk i kompozytor[222]
  - Luis Fernando Múnera – kolumbijski aktor[223]
  - O Kŭk Ryŏl – północnokoreański generał, polityk, przewodniczący Koreańskiej Armii Ludowej (1980–1988), wiceprzewodniczący Komisji Obrony Narodowej (2009–2016)[224]
  - Lewis Spratlan – amerykański kompozytor muzyki poważnej[225]
- 8 lutego
  - Burt Bacharach – amerykański pianista i kompozytor[226]
  - Miroslav Blažević – chorwacki trener piłkarski[227]
  - Mirosław Domińczyk – polski działacz opozycji antykomunistycznej w okresie PRL[228]
  - Elena Fanchini – włoska narciarka alpejska[229]
  - Volkan Kahraman – austriacki piłkarz, trener[230]
  - Cody Longo – amerykański aktor[231]
  - Dennis Lotis – brytyjski piosenkarz, aktor i artysta estradowy[232]
  - Mateusz Murański – polski aktor i freak fighter[233]
  - Ignatius Paul Pinto – indyjski duchowny rzymskokatolicki, biskup Shimoga (1989–1998), arcybiskup Bangalore (1998–2004)[234]
  - Leszek Pniaczek – polski aktor[235]
  - Iwan Siłajew – radziecki i rosyjski inżynier lotniczy, polityk, minister przemysłu lotniczego (1981–1985), premier Rosji (1990–1991), premier ZSRR (1991)[236]
  - Leonard Szmaglik – polski fotoreporter[237]
  - Branka Veselinović – serbska aktorka[238]
  - Urszula Wrzeciono – polska farmaceutka, prof. dr hab. n. farm.[239]
- 7 lutego
  - Fernando Becerril – meksykański aktor[240]
  - František Cipro – czeski piłkarz, trener[241]
  - Janusz Jarecki – polski aktor[242]
  - Friedel Lutz – niemiecki piłkarz[243]
  - Mati Põldre – estoński reżyser i operator filmowy[244]
  - Ołeksandr Radczenko – ukraiński piłkarz[245]
  - Alfredo Rizzo – włoski lekkoatleta, olimpijczyk (1960)[246]
  - Rafał Stepnowski – polski przedsiębiorca, prezes spółki Boeing Poland[247][248][249]
  - Luc Winants – belgijski szachista[250]
- 6 lutego
  - Peter Allen – angielski piłkarz[251]
  - Greta Andersen – duńska pływaczka[252]
  - Janet Anderson – brytyjska polityk[253][254]
  - Christian Atsu – ghański piłkarz[255]
  - Niamh Bhreathnach – irlandzka nauczycielka, samorządowiec, polityk, minister edukacji (1993–1997)[256]
  - Robert Bruniges – brytyjski szermierz[257][258]
  - John Moeti – południowoafrykański piłkarz, reprezentant kraju[259]
  - Leszek Pniaczek – polski aktor[260]
  - Lubomír Štrougal – czeski prawnik, polityk komunistyczny, premier Czechosłowacji (1970–1988)[261]
  - Răzvan Theodorescu – rumuński historyk i polityk, minister kultury (2000–2004)[262]
  - Janina Wehrstein – polska działaczka opozycji antykomunistycznej w okresie PRL, dama orderów[263][264]
- 5 lutego
  - Catherine Bonnet – francuska tenisistka[265]
  - Akis Dautis – grecki kompozytor[266]
  - Josep Maria Espinàs – hiszpański pisarz i dziennikarz[267]
  - Adam Gąsior – polski dziennikarz[268]
  - Tomor Golemi – albański polityk, burmistrz Durrësu (1992–1996)[269]
  - Pervez Musharraf – pakistański generał, polityk, premier (1999–2002) i prezydent Pakistanu (2001–2008)[270]
  - Tomasz Waszczuk – polski działacz sportowy i inżynier[271]
  - Boško Živković – serbski ekonomista i polityk, wykładowca Uniwersytetu w Belgradzie[272]
- 4 lutego
  - Luciano Armani – włoski kolarz szosowy[273]
  - José del Castillo – peruwiański piłkarz[274]
  - Léon Engulu – kongijski (zairski) polityk, minister prac publicznych (1970–1974), spraw wewnętrznych (1974–1977, 1990–1991) i rolnictwa (1977–1979)[275]
  - Jürgen Flimm – niemiecki reżyser[276]
  - Szarif Isma’il – egipski inżynier, polityk, premier Egiptu (2015–2018)[277]
  - Awraham Lempel – izraelski informatyk, współtwórca algorytmów bezstratnej kompresji danych Lempel-Ziv (LZ77 i LZ78)[278]
  - Zygmunt Mieszczak – polski żołnierz konspiracji niepodległościowej w czasie II wojny światowej, kanclerz Kapituły Orderu Krzyża Niepodległości[279]
  - Feliks Olejniczak – polski żużlowiec[280]
  - Edward Pangelinian – polityk i prawnik z Marianów Północnych[281]
  - Ginka Stanczewa – bułgarska aktorka[282]
  - Harry Whittington – amerykański prawnik, znany jako ofiara postrzelenia przez Dicka Cheneya[283]
- 3 lutego
  - Ryszard Chodźko – polski pisarz i krytyk literacki, wykładowca akademicki[284][285]
  - Augustyn Dyrda – polski rzeźbiarz[286]
  - Anthony Fernandes – indyjski duchowny rzymskokatolicki, biskup Bareilly (1989–2014)[287]
  - Andreas Gielchen – niemiecki piłkarz[288]
  - Oswald Gomis – lankijski duchowny rzymskokatolicki, arcybiskup Kolombo (2002–2009)[289]
  - Leszek Kuźnicki – polski biolog, profesor zwyczajny[290]
  - Stanisław Pamuła – polski duchowny i teolog rzymskokatolicki, ksiądz prałat, dr hab.[291]
  - Paco Rabanne – hiszpański projektant mody[292]
  - Andrzej Szczocarz – polski inżynier, dyrektor Ojcowskiego Parku Narodowego, Pienińskiego Parku Narodowego i Świętokrzyskiego Parku Narodowego[293]
  - Naďa Urbánková – czeska aktorka i wokalistka[294]
  - Wojciech Walasik – polski aktor[295]
  - Szewach Weiss – izraelski politolog, polityk i dyplomata, ambasador Izraela w Polsce (2000–2004), kawaler Orderu Orła Białego[296]
- 2 lutego
  - Ksenia Czubakowska – polska specjalistka w zakresie rachunkowości, prof. dr hab.[297]
  - Jacek Deleżyński – polski aktor[298]
  - Andrij Filipczuk – ukraiński archeolog, uczestnik wojny na Ukrainie[299][300]
  - Józef Grzelak – polski działacz partyjny i ekonomista, wicewojewoda zielonogórski (1973–1975)[301]
  - Yung Trappa – rosyjski raper[302]
  - Jean-Pierre Jabouille – francuski inżynier, kierowca wyścigowy[303]
  - Zbigniew Janikowski – polski piłkarz[304]
  - Solomon Perel – niemiecki przedsiębiorca, pisarz, wydawca[305]
  - Caspar Richter – niemiecki dyrygent[306]
  - Barbara Ślizowska – polska gimnastyczka sportowa, medalistka olimpijska (1956)[307]
  - Louis Velle – francuski aktor[308]
  - Jan (Ziziulas) – grecki duchowny prawosławny, metropolita Pergamonu (1986–2023)[309]
- 1 lutego
  - Renato Benaglia – włoski piłkarz[310]
  - Benny Dollo – indonezyjski trener piłkarski[311]
  - Edward Jankowski – polski zawodnik i trener piłki ręcznej[312]
  - Janina Malarska-Klimas – polski teatrolog, krytyczka teatralna[313][314]
  - Jadwiga Koczocik-Przedpelska – polska patofizjolożka, prof. zw. dr hab. n. med.[315]
  - Leonard Pietraszak – polski aktor[316]
  - Shinta Ratri – indonezyjska aktywistka na rzecz osób transpłciowych, założycielka szkoły Pondok Pesantren Waria Al-Fatah[317]
  - Mariola Ropacka-Lesiak – polska lekarz ginekolog, prof. dr hab.[318]
  - George P. Wilbur – amerykański aktor, kaskader[319]